# Indo-arier
 Denne artikel bør gennemlæses af en person med fagkendskab for at sikre den faglige korrekthed.

 Der er for få eller ingen kildehenvisninger i denne artikel, hvilket er et problem. Du kan hjælpe ved at angive troværdige kilder til de påstande, som fremføres i artiklen.

Indo-arierne var et oldtidsfolk, der drog tværs over Centralasien fra deres urhjem i det sydlige Rusland til Indusdalen i det nuværende Pakistan. En anden gren blev opblandet med hurritter, som bl.a. grundlagde Mitanni i Mellemøsten.
Nogle anser indvandringen i Indusdalen for at være årsagen til Induskulturens undergang, mens andre mener at indo-arierne kom senere og blot udnyttede det magttomrum som var opstået.
Ligesom de nært beslægtede proto-iranere nedstammer Indo-arierne fra arierne (indo-iranerne).